# Lex maiestatis
Lex maiestatis (закон об измене) — любой из нескольких  древнеримских законов (leges maiestatis) республиканского и имперского периодов, касающихся преступлений против римского народа, государства или императора.

## Описание
В римском праве преступления, первоначально подпадающие под категорию измены, были почти исключительно преступлениями, совершенными во время военной службы. Такие преступления назывались perduellĭo («сильная вражда», от per очень и duellis враг) и заключались во враждебном отношении гражданина к своему отечеству. Законы двенадцати таблиц предусматривали наказание смертью за связи с врагом или за предательство. Остальные виды этих преступлений карались «запретом огня и воды» (aquae et ignis interdictio), то есть изгнанием. Преступление рассматривалось специальным трибуналом (quaestio) в составе двух должностных лиц (duumviri perduellionis), который, возможно, был самым ранним постоянным уголовным судом, существовавшим в Риме.
Позднее название perduellio уступило место названию laesa maiestas, deminuta или minuta maiestas, или просто maiestas. Lex Iulia maiestatis, принятый предположительно в 48 г. до н.э., продолжал оставаться основой римского права о государственной измене до последнего периода существования империи. Похоже, что в первоначальном тексте закона все еще рассматривались в основном военные преступления, такие как отправка писем или сообщений врагу, отказ от штандарта, сдача крепости и дезертирство.

## Расширение закона об измене при Тиберии
Во времена империи закон об измене был значительно расширен, в основном во время правления Тиберия, и привел к появлению класса профессиональных информаторов, называемых делаториями. К преступлениями добавлялось оскорбление императора, который считался богом. Таким образом предательство по серьезности преступления встало рядом с кощунством.
Закон в том виде, в каком он существовал во времена Юстиниана, главным образом содержится в заголовках дайджеста и кодекса Ad legem Iuliam maiestatis. Определение, данное в Дайджесте (взято из Ульпиана), таково: «maiestatis crimen illud est quod adversus populum Romanum vel adversus securitatem eius committitur» («Преступление величия — это то, что совершается против римского народа или против его безопасности»). Из измены помимо военных правонарушений наиболее заметными были создание армии или начало войны без приказа императора, сомнение в выборе императором преемника, убийство (или заговор с целью убийства) заложников или некоторые высокопоставленных магистратов, занятие общественных мест, встреча в городе лиц, враждебных государству с оружием или камнями, подстрекательство к мятежу или дача незаконных присяг, освобождение заключенных, законно содержащихся в заключении, фальсификация государственных документов и отказ провинциального губернатора покинуть свою провинцию по истечении срока полномочий или передать свою армию своему преемнику. 
Намерение (voluntas)  каралось так же, как и явное действие (effectus). В более поздних законах это преступление называлось laesa maiestas divina. Не считались преступлением ремонт статуи императора, обветшавшей от времени, удар такой статуи случайно брошенным камнем, уничтожение такой статуи, если она не освящена, простые словесные оскорбления в адрес императора, нарушение присяги императору или решение дела в противоречие имперской конституции.
Государственная измена являлась одним из publica judicia, т.е. одним из тех преступлений, за которые любой гражданин имел право привлекать к ответственности. Закон лишал обвиняемого в государственной измене обычной правовой защиты от злонамеренного преследования, а также отнял у него привилегию (которой обычно обладали обвиняемые в других преступлениях) иммунитета от обвинений со стороны женщин или душевнобольных, от пыток его самого и от пыток его рабов, чтобы заставить их свидетельствовать против него.

## Наказание
Наказанием со времен Тиберия была смерть (обычно обезглавливание) и конфискация имущества в сочетании с полным поражением в правах. Предатель не мог завещать, дарить или освободить раба. Даже смерть обвиняемого, если он виновен в самой тяжкой измене, такой как развязывание войны с государством, не снимает обвинения, но память об умершем становилась позорной, а его имущество подлежало конфисковано, как если бы он был осужден при жизни.